# Ingvild Snildal
Ingvild Nicoline Nerdrum Snildal, född 25 augusti 1988, är en norsk tidigare simmare.
Snildal blev europamästare på 100 m fjäril 2012. Det var hennes fjärde internationella medalj sedan bronset på 50 meter fjäril vid VM 2009.
Snildal satte norskt rekord på 100 meter fjärilsim under Sommar-OS i Peking 2008. Hon har också satt flera norska juniorrekord i simning.
På Idrettsgallaen 2010 fick hon pris för "Årets genombrott". Hon avslutade karriären år 2014.

## Meriter
- Guld, silver och brons i EM
- VM-brons
- 43 NM-guld
- 10 NM-silver
- 5 NM-brons
- Deltagit i OS 2008 och 2012